# Edward Seymour, Somerset 1. hercege
Edward Seymour (1500 – London, 1552. január 22.) húga VIII. Henrik angol király harmadik felesége lett, ami hozzásegítette Edwardot a legfontosabb katonai és politikai pozíciók elnyeréséhez. Henrik halála után létrejött kormányzó tanácsban magához ragadta a hatalmat, elnyerte a Lordprotektor címet, önmagának a kiskorú VI. Eduárd angol király nevében Somerset hercege címet adományozott. Az egyszemélyi hatalma és a romló gazdasági és katonai események hatására lemondatták, később letartóztatták, árulás miatt kivégeztették, ami összes címe elvesztésével járt.

## Származás és ifjúkora
Edward Seymour 1500 körül született a Wiltshire megyei Wolf Hall birtokon, egy középbirtokos nemesi család fiaként. Apja Sir John Seymour (1474–1536), anyja Margery Wentworth, aki a Beaufort-ház oldalági leszármazottja volt, így Edward távoli rokonságban állt a Tudorokkal. A Seymour-család Wiltshire egyik jelentős földbirtokosává vált a XV. század végére, de országos befolyással nem rendelkeztek.
Gyermekkoráról kevés adat maradt fenn, de valószínűleg klasszikus nemesi nevelést kapott, amely magában foglalta a latin és a francia nyelvet, valamint a lovagi képzést. Ifjúkorában az udvarban szolgált, az 1513-as a spanyolországi hadjáratban is részt vehetett. Első biztos feljegyzés róla 1514-ből származik, amikor VIII. Henrik húgának, Mária francia királynénak kíséretében Franciaországba utazott. Ez az utazás lehetőséget adott számára, hogy az udvari élet és diplomácia világában tapasztalatot szerezzen.

## Felemelkedése VIII. Henrik uralkodása alatt

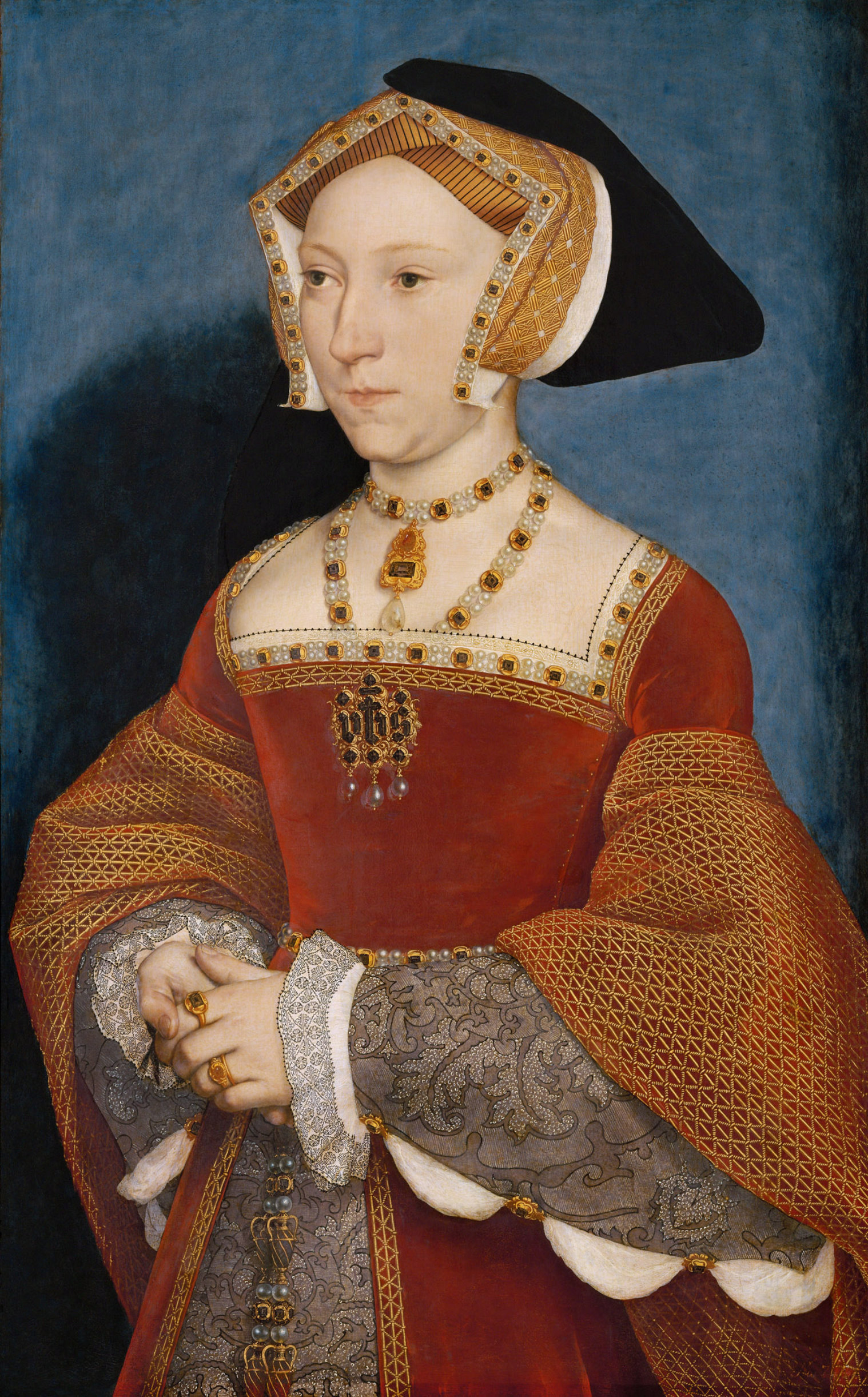
Az ifjabb Hans Holbein festette Jane Seymour portré 1536 és 1537 között készült. A festmény egy reneszánsz portré, amely a Tudor-udvar egyik ikonikus műalkotása. Holbein, aki VIII. Henrik udvari festője volt, részletgazdag és realisztikus stílusával megörökítette Seymour arcvonásait és öltözetét, amely a Tudor-kor divatját tükrözi.

Edward Seymour politikai és katonai karrierje VIII. Henrik uralkodása alatt gyorsan ívelt felfelé, különösen 1536-tól, amikor testvére, Jane Seymour a király harmadik felesége lett. Ezt megelőzően azonban már több katonai és udvari tisztséget szerzett, amelyek megalapozták hatalmát.
1523-ban részt vett VIII. Henrik franciaországi hadjáratában, amelyet Charles Brandon, Suffolk hercege vezetett. Bár a hadjárat katonailag nem hozott jelentős eredményeket, Seymour számára kiváló lehetőség volt a katonai tapasztalatszerzésre és az udvari befolyásának növelésére. 1527-ben Thomas Wolsey  bíboros francia diplomáciai küldöttségének tagja lett, ami további udvari kapcsolatok kiépítését segítette elő. 1529-ben a király személyes testőrségének tagja lett.
Jane Seymour és VIII. Henrik 1536-os házassága meghatározó fordulópontot jelentett Edward Seymour számára. Ugyanebben az évben Beauchamp vikomtja lett, majd 1537-ben Hertford grófjává emelkedett, ami jelentős politikai és társadalmi rangot jelentett. Jane 1537 októberében fiút szült, a későbbi VI. Eduárdot, és ezzel a Seymour család befolyása még inkább megerősödött. Jane azonban gyermekágyi lázban meghalt, így Edward Seymour számára a további hatalmi helyzetét már nem nővére, hanem saját katonai és politikai ambíciói biztosították.
Az 1530-as évek második felében egyre több katonai és közigazgatási tisztséget kapott. 1540-ben a királyi tanács tagjává nevezték ki, és fokozatosan az ország vezető katonai parancsnokai közé emelkedett. VIII. Henrik utolsó éveiben egyre szorosabb kapcsolatba került a reformációt támogató politikai csoportokkal, ami meghatározó szerepet játszott későbbi hatalmának megszilárdításában.

## Katonai és politikai karrierje VIII. Henrik uralkodásának végén
Edward Seymour az 1540-es években VIII. Henrik egyik legfontosabb katonai vezetőjévé vált, különösen a skót és francia hadjáratok során. 1542-ben a skót határőrkapitány lett, ami stratégiai fontosságú tisztség volt az angol-skót határvidék védelmében. Ugyanebben az évben Anglia Flodden óta először jelentős győzelmet aratott a skótok felett, miután a Solway Moss-i csatában vereséget mértek V. Jakab skót király seregeire.
1543-ban Seymour szerepet játszott az angol–skót házassági szerződés kidolgozásában, hogy a skót Mária királynő az angol trónörököshöz, a későbbi VI. Eduárdhoz menjen feleségül. A skót parlament azonban elutasította az egyezséget, ami háborút eredményezett. 1544-ben Seymour egy újabb hadjáratot vezetett Skócia ellen, amely során Edinburgh-t feldúlták és felégették. Ez a hadjárat volt az angol „durva udvarlás“ (Rough Wooing) politikájának egyik legfontosabb eseménye.
Katonai szerepe Franciaországban is megerősödött, amikor 1544-ben VIII. Henrik hadjáratot indított Boulogne elfoglalására. Seymour részt vett az ostromban, amely sikerrel végződött, és Boulogne az angolok kezére került. 1546-ban Boulogne helytartójává nevezték ki, ami tovább növelte hatalmát. Ebben a pozícióban felelt a francia fenyegetés elleni védelemért, mivel I. Ferenc francia király vissza akarta szerezni a várost.

## A Protektorátus (1547–1549)
VIII. Henrik1547. január 28-án meghalt, és fia, VI. Eduárd kilencévesen trónra lépett. Edward Seymour az új uralkodó nagybátyja és az egyik legbefolyásosabb tanácsos volt. Bár VIII. Henrik végrendelete egy kormányzó tanácsot nevezett ki, amely közösen kellett volna, hogy irányítsa az országot, Thomas Cranmer canterburyi érseket és William Paget pártolta, hogy egyetlen erős vezető irányítsa az országot. Seymour elérte, hogy a tanács tagjai egyenként aláírjanak egy nyilatkozatot, amelyben elismerik őt az ország protektoraként (Lord Protector of the Real), 1547 februárjára teljes politikai és katonai hatalmat szerzett.
Lordprotektorként eljárva Edward Seymour 1547-ben Somerset hercegévé emelte saját magát. Ez egyedülálló Angliában, mivel az uralkodó helyett döntött, de a címet később sem vonták vissza, így az egyetlen ilyen módon szerzett és elismert angol hercegi cím lett.

### Skócia elleni háború és az angol dominancia kísérlete
Seymour protektorátusa idején folytatta az angol beavatkozást Skóciában, hogy érvényt szerezzen az angol–skót házassági szerződésnek. 1547. szeptember 10-én döntő győzelmet aratott a skótok felett a Pinkie-i csatában, amely az angol hadsereg egyik legnagyobb sikere volt a százéves háború óta. A győzelem azonban nem eredményezte Skócia teljes meghódítását, mivel a skótok francia segítséget kértek, és 1548-ban Mária királynőt Franciaországba küldték, ezzel meghiúsítva az angol házassági tervet.
Somerset uralkodása alatt folytatta VIII. Henrik egyházpolitikai irányvonalát, de még radikálisabb reformokat vezetett be. 1549-ben kiadta az első angol nyelvű Book of Common Prayert, amely az anglikán egyház hivatalos imakönyve lett, és ezzel tovább erősítette a protestantizmus bevezetését Angliában. Az egyház földjeinek kisajátítása folytatódott, és a vallási reformok sok helyi lázadást váltottak ki.

## Belső válságok és politikai bukása (1549–1552)
Edward Seymour protektorként egyre inkább egyeduralmat gyakorolt, és kormányzása alatt Anglia belső válságokkal küzdött, amelyek végül bukásához vezettek. 1549-ben két nagy parasztfelkelés is kitört – az egyik Devonban és Cornwallban (Prayer Book Rebellion), a másik Kelet-Angliában (Kett-felkelés) –, amelyek a kormányzat elleni növekvő elégedetlenséget tükrözték. Mindkét felkelés súlyos katonai beavatkozást igényelt, és bár Seymour leverte őket, az események megrendítették tekintélyét.
A Prayer Book Rebellion az új angol nyelvű imakönyv bevezetése miatt robbant ki, mivel a Cornwall és Devon lakossága nagyrészt katolikus maradt, és elutasította a protestáns reformokat. A felkelést végül Lord Russell csapatai verték le súlyos vérengzés árán. A Kett-felkelés elsősorban a földbirtokok bekerítése ellen irányult, amely sok földművest megfosztott megélhetésétől. John Dudley, Warwick grófja vezette az angol hadsereget, amely végül leverte a felkelést, de ez megerősítette Dudley politikai pozícióját és egyre nyíltabbá tette a konfliktust közte és Seymour között.
Somerset elveszítette a tanács támogatását, mivel uralkodói stílusa egyre autokratikusabbá vált. 1549 őszére John Dudley és más tanácstagok ellene fordultak, és októberben letartóztatták. Bár 1550-ben visszatérhetett a királyi tanácsba, már nem volt befolyásos szereplő. 1551-ben Dudley – immár Northumberland hercegeként – végleg félreállította, és újra letartóztatta, ezúttal felségárulás vádjával.
1552. január 22-én kivégezték Londonban, miután a tanács döntése alapján bűnösnek találták, bár a vádak nagyrészt politikai jellegűek voltak. Halálával a Seymour család elveszítette vezető szerepét, és hatalmát a Dudley-család vette át a kiskorú VI. Eduárd uralkodása alatt. Mivel árulás miatt végezték ki, ezért mindhárom címe – Somerset hercege, Hertford grófja és Beauchamp vikomtja – elveszett.

## Feleségek és gyerekei
Edward Seymour életében két házasságot kötött, és mindkét házasságából születtek gyermekei, akik a Seymour család örökségét tovább vitték.

### Első házasság
Első felesége Catherine Fillol volt, egy jómódú földbirtokos lánya, akivel 1527 körül házasodott össze. Házasságukból két fia született, John és Edward Seymour, azonban a házasságot később érvénytelenítették vagy Catherine-t félreállították, mivel Edward Seymour második feleségének fiai örökölték a család rangjait. A Fillol családdal való kapcsolatát egyes források szerint Catherine hűtlensége miatt megszakította, és idővel törvénytelennek tekinthette első házasságából született fiait.
- John Seymour (1527 – 1552. december 19.) a Towerbe került, ahol 1552 decemberében meghalt, 11 hónappal élte túl apját. Sikeresen kérvényezte a parlamentnél anyai örökségének visszaállítását, de mivel anyja birtokait időközben eladták, kárpótlásként megkapta a Wiltshire-ben található Maiden Bradley birtokot, amely egykor egy ágostonos kolostor volt, és amelyet apja VIII. Henrik alatt szerzett meg a kolostorok feloszlatásakor. John azonban még azelőtt meghalt, hogy ténylegesen birtokba vehette volna az örökséget, így minden földjét és vagyonát öccsére, Lord Edward Seymourra hagyta.
- Edward Seymour (1529–1593), Berry Pomeroy (Devon) ura, Devon megye seriffje volt. 1551-ben a Towerbe került, de később szabadon engedték, és idősebb bátyja örököse lett, akitől megörökölte Maiden Bradley birtokát. Maiden Bradley mai kastélya (Bradley House) a jelenlegi Somerset hercegének rezidenciája, aki az ő leszármazottja. Öt generációval később, egyenesági férfi leszármazottai vonalon az örököse lesz Somerset nyolcadik hercege. A nyolcadik herceg öccsének egyenesági férfi leszármazottjai közül került ki Somerset jelenlegi hercege.

### Második házasság
Második felesége Anne Stanhope volt, akivel 1535 körül kötött házasságot. Anne befolyásos nő volt, aki férje bukása után is igyekezett megőrizni családja helyzetét. Házasságukból tíz gyermek született. A történelem és család szempontjából fontosak:
- Edward Seymour (1537–1621), Hertford 1. grófja, aki örökölte a Seymour család vezető szerepét apja kivégzése után. Katherine Grey-t, Jane Grey húgát, vette feleségül, ezzel kapcsolódott a Tudor-házhoz, bár a házasságot később érvénytelenítették. Férfiági leszármazottai 1750-ben kihaltak, ezután a hercegi cím az első házasság leszármazottaira szállt.
- Anne Seymour (1538–1588), akit Northumberland herceg fia, John Dudley, Warwick 2. grófja vett el. Ez a házasság összekapcsolta a Seymourokat a Dudley családdal, amely VIII. Henrik halála után az ország egyik legbefolyásosabb főnemesi családja lett.
- Margaret Seymour (1540 körül – 1599), akit Henry Clifford, Cumberland 2. grófja vett el.